# 阿尔弗雷德·扬萨

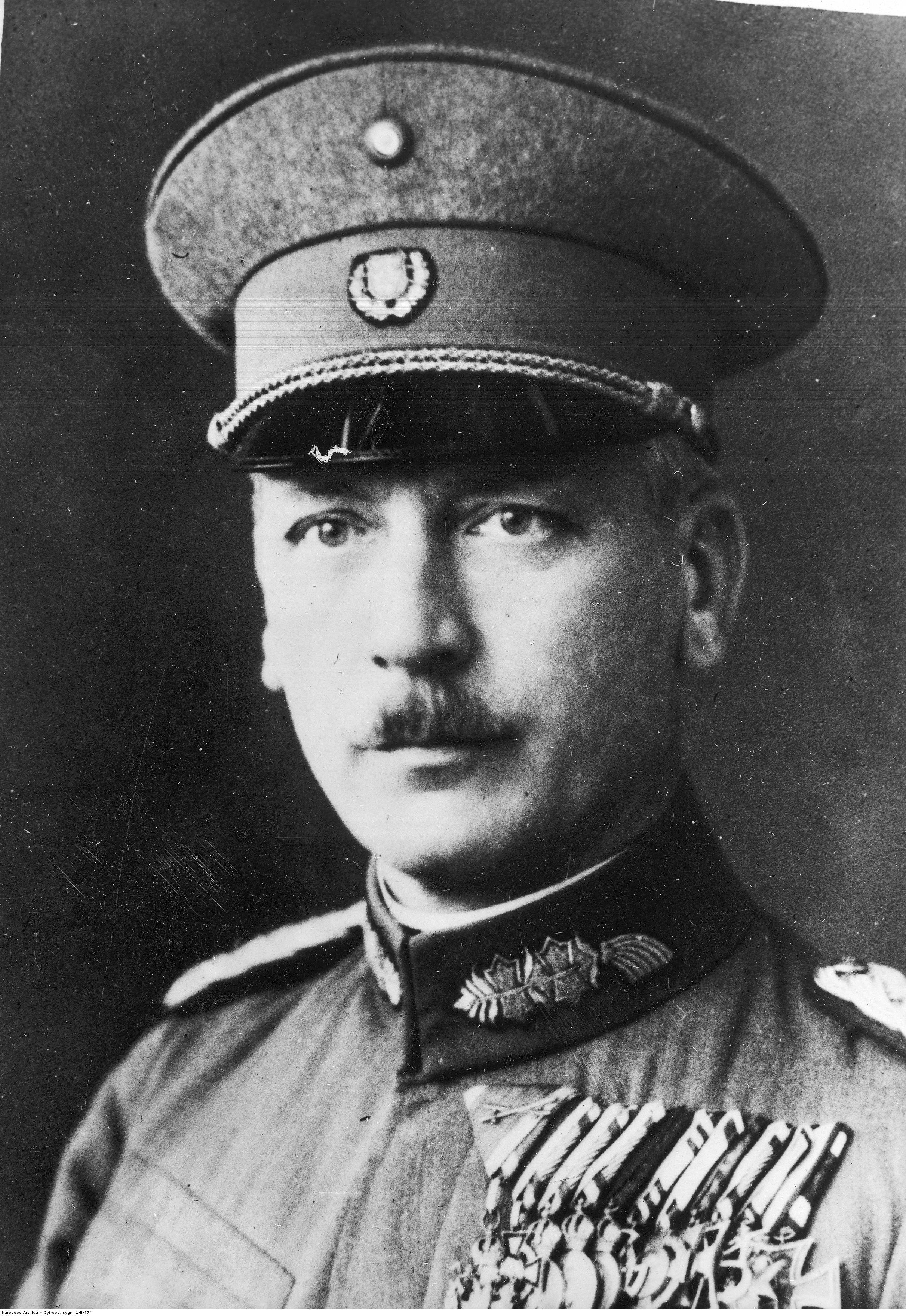
阿尔弗雷德·扬萨

阿尔弗雷德·约翰·提奥菲尔·扬萨·冯·坦纳瑙（Alfred Johann Theophil Jansa von Tannenau，1884年7月16日—1963年12月20日）是一位奥地利陆军军官。  
第一次世界大战期间，扬萨曾在塞尔维亚、意大利以及俄罗斯前线担任过不同军职，1915至1916年间，他的职务是奥地利驻保加利亚陆军联络官。
1930年，扬萨担任下奥地利旅旅长，直到于1933年被任命为奥地利驻柏林武官。之后，他于1936年出任奥地利武装力量总参谋长。
德奧合併之前，扬萨和其他参谋官们设想出了一套应对德军入侵的国防计划。当时奥总理库尔特·舒施尼格承受着来自德方的巨大压力，德方提出的要求中就包括将扬萨免职这一条。1938年2月17日，扬萨退伍。